# Marcela Riquelme
Marcela Patricia Riquelme Aliaga (ur. 4 marca 1973 w Rancagui) – chilijska prawniczka i polityczka. Deputowana do Izby Deputowanych Chile kadencji 2022–2026.

## Życiorys

### Młodość, edukacja i kariera zawodowa
Riquelme urodziła się 4 marca 1973 w Rancagui.
W latach 1991–1995 studiowała prawo na Universidad de Chile. W latach 2002–2004 odbyła studia podyplomowe na Universidad Santo Tomás z nauczania w szkolnictwie wyższym.

#### Praca zawodowa
Między 1997 i 1999 pracowała jako prawniczka w kancelarii prawnej Raúla Cristi Leóna i Ricarda Zúñiga Lizama. Od 1999 do 2020 roku była prawniczką we własnej kancelarii prawnej (w latach 2015–2016 jako "Riquelme & Figueroa"). W latach 1999–2003 była doradczynią prawną miasta Coltauco (w latach 2002–2004 jako sędzia pracująca z lokalną policją). W latach 2009–2014 była główną prawniczką w biurze ochrony pracowników Rancagui.

#### Praca akademicka
W latach 1998–1999 wykładała prawo pracy i prawo handlowe na Instituto de Contabilidad Rancagua (INCOR), części Universidad de O'Higgins. Od 1999 do 2003 prowadziła zajęcia wprowadzające do prawa cywilnego i prawa pracy na Universidad Santo Tomás oraz prowadziła treningi dla firm dotyczące prawa pracy na Instituto Nacional de Capacitación Profesional (INACAP) w Rancagui.

### Działalność polityczna
W wyborach generalnych w 2021 roku z powodzeniem kandydowała do izby niższej chilijskiego Kongresu Narodowego – Izby Deputowanych Chile z ramienia Convergencia Social (jako część koalicji Apruebo Dignidad) w okręgu wyborczym numer 15, obejmującym część regionu O’Higgins, w tym m.in. Rancaguę. Uzyskała 11 548 głosów (5,81% wszystkich oddanych w okręgu). Wspólnie z Camilą Musante (biseksualna) i Emilią Schneider (transpłciowa) zostały pierwszymi osobami otwarcie identyfikującymi się jako osoby LGBT w Kongresie Narodowym. W Izbie zasiadła w Komitecie ds. górnictwa i energii, Komitecie ds. rolnictwa, leśnictwa i rozwoju wsi, Komitecie ds. nagłych wypadków, katastrof i straży pożarnej.
Od 2024 roku jest członkinią Frente Amplio, czyli lewicowo-liberalnej koalicji. Lata wcześniej była członkinią Chrześcijańsko-Demokratycznej Partii Chile.

### Życie prywatne
Jest w rejestrowanym związku partnerskim ze swoją partnerką, Marcelą Mirandą, z którą ma dwójkę dzieci. Jest lesbijką.